# Ernest Solvay

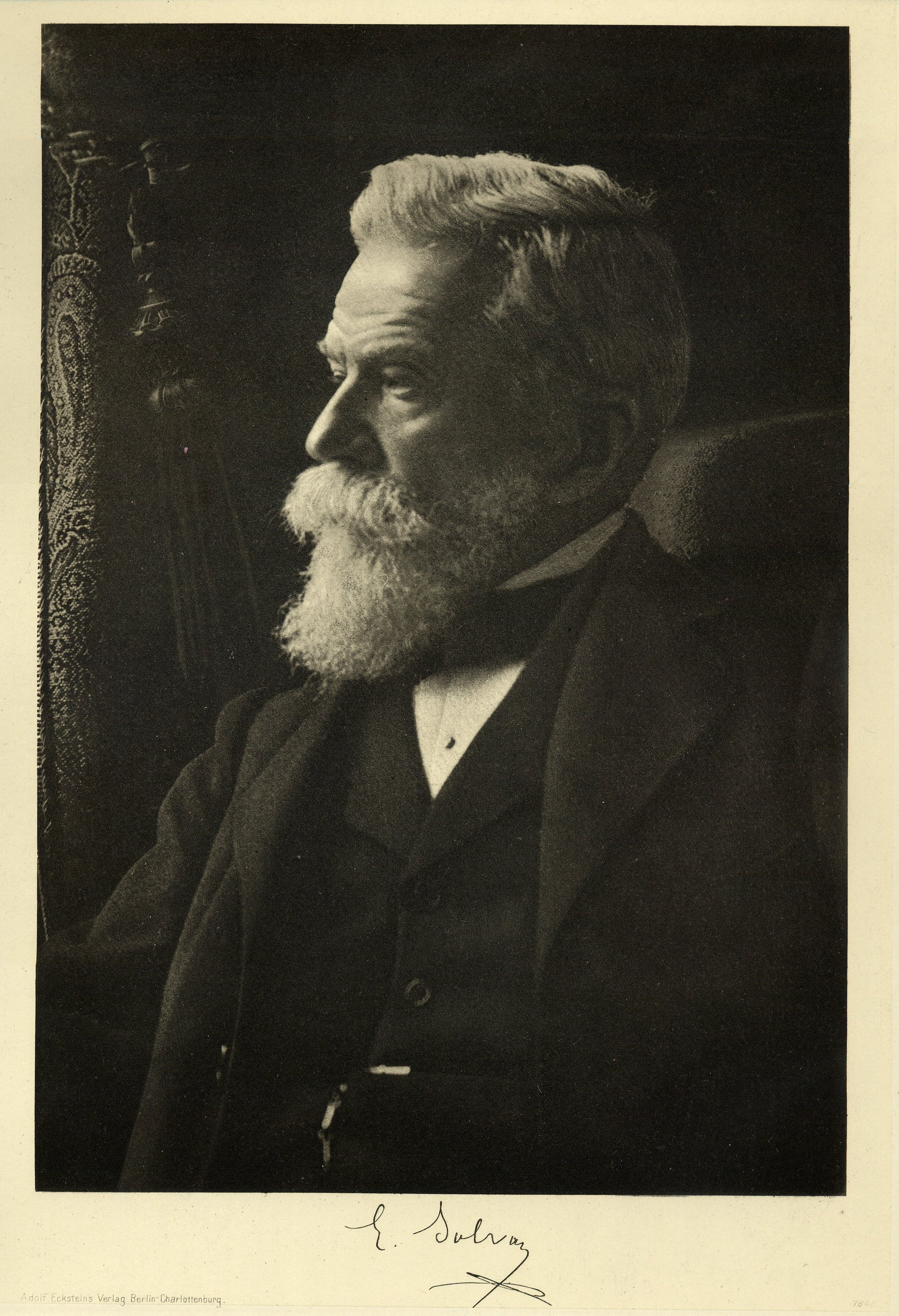
Ernest Solvay rond 1900.

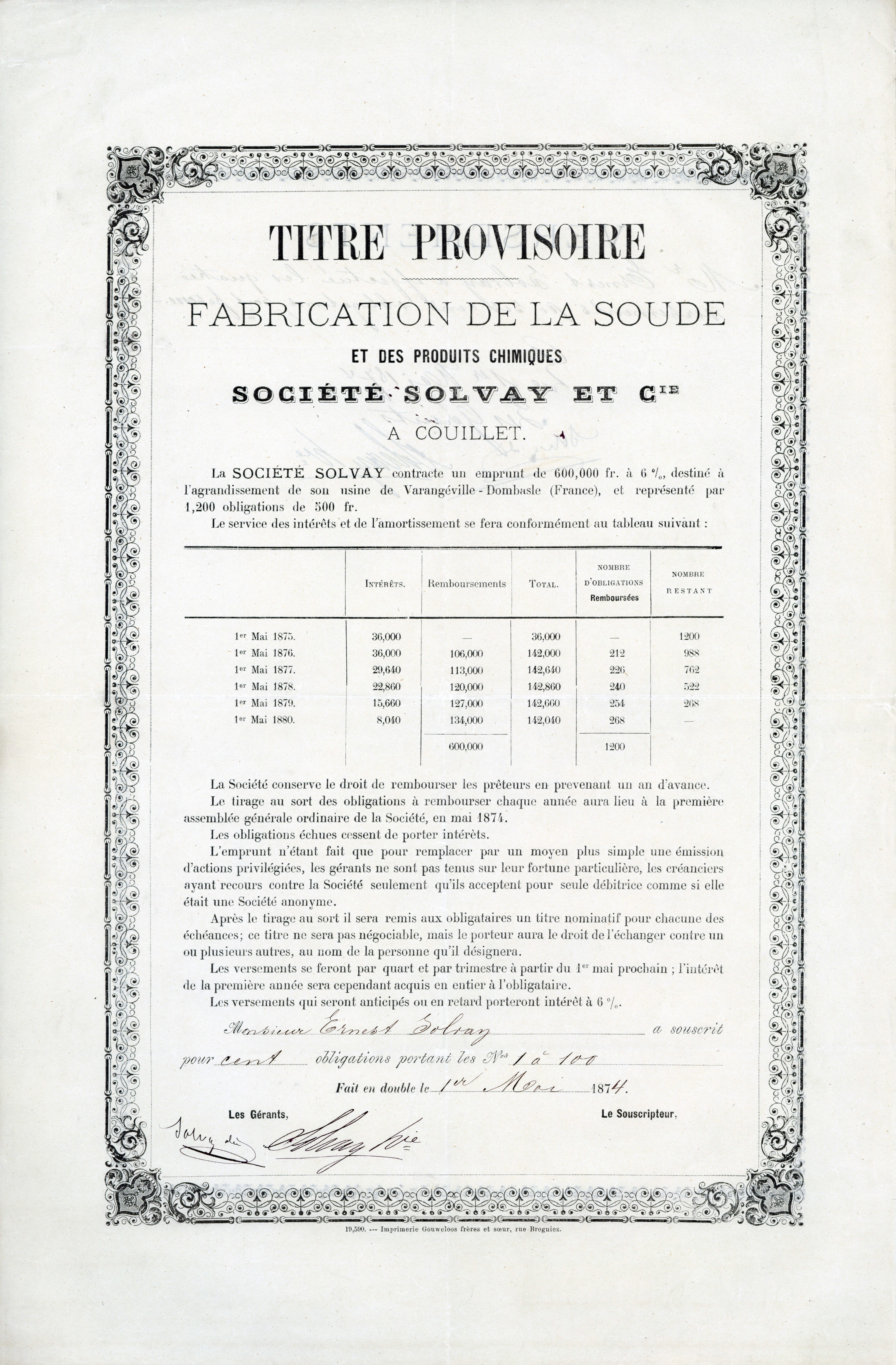
Globaal certificaat voor 100 obligaties nr. 1-100 van Société Solvay & Cie. à 500 frank per stuk, uitgegeven op 1 mei 1874 aan Ernest Solvay en door hem persoonlijk ondertekend als directeur. De obligatie met een rente van 6% en een totaalbedrag van 600.000 frank werd uitgegeven voor de bouw van een fabriek in Dombasle-sur-Meurthe in Frankrijk.

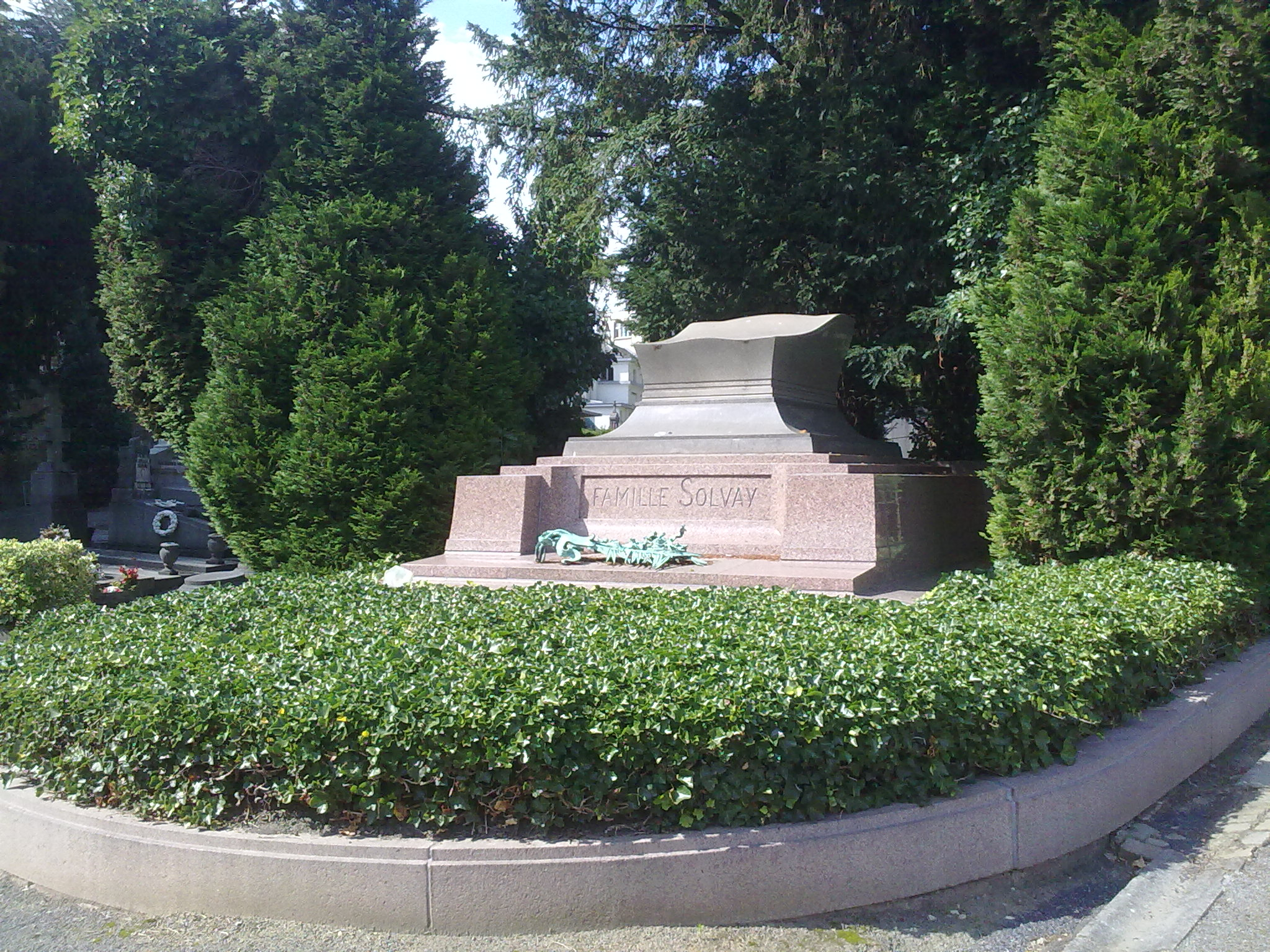
Het graf van Solvay op de begraafplaats van Elsene.

Ernest Solvay (Roosbeek, 16 april 1838 – Elsene (Brussel), 26 mei 1922) was een Belgische grootindustrieel en scheikundige die in de 19e eeuw (1861) een procedé ontwikkelde om op grote schaal natriumcarbonaat (sodazout) aan te maken en daarmee een fortuin verdiende. Hij was ook Belgisch senator.

## Levensloop
Solvay was een zoon van Alexandre Solvay en Eugénie Hulin. Alexandre baatte steengroeven uit, was handelaar in koloniale waren, zoutzieder en gemeenteraadslid van Roosbeek. Ernest Solvay trouwde met Pauline Winderickx.
Bij het begin van zijn carrière (1860-1865) was Solvay onderdirecteur en directeur van de Gasvennootschap in Sint-Joost-ten-Node en stichter van de fabriek van natriumcarbonaat in Couillet.
In 1863 stichtte hij met zijn broer Alfred in Couillet onder de naam Solvay et Compagnie het bedrijf dat uitgroeide tot een industrieel wereldbedrijf.
Aan de ULB richtte hij het Institut Solvay op dat de grenzen van de chemie moest overschrijden. Het organiseerde onder zijn impuls periodieke conferenties van beroemde wetenschappers, waaraan onder meer ook Albert Einstein deelnam. Een van die conferenties was gewijd aan een belangrijke discussie over kwantummechanica.
Solvay was, als uitloper van zijn industrieel succes, filantroop (onder meer voor het Volkshuis in Brussel, de Universiteit van de Arbeid en de expedities van de Gerlache) en een vertrouweling van de Belgische koning Albert I. Hij was bergbeklimmer en in de Alpen is een berghut naar hem genoemd. Hij was ook kunstliefhebber. 
Zijn zoon, Armand Solvay, liet door de befaamde art-nouveau-architect Victor Horta een woonhuis bouwen in Brussel, het Hotel Solvay aan de Louizalaan. Het Zeepreventorium in De Haan kon gebouwd worden dankzij de inzet en schenkingen van de familie Solvay; het hoofdgebouw draagt daarom nog zijn naam (opening in 1925).
Hij was ook onder meer:
- comitélid van het Afrikaanse Rode Kruis;
- bestuurder van de ULB;
- medestichter van het Institut de Physiologie (ULB);
- medestichter van het Institut de Sociologie (ULB);
- medestichter van de Handelshogeschool Solvay (ULB);
- voorzitter van de Belgische Vereniging van ingenieurs en industriëlen;
- medestichter van de Belgische Vereniging van Elektriciens;
- medestichter en voorzitter van het Nationaal Hulp- en Voedselcomité (1914-1918).

Solvay stapte in de politiek als liberaal kandidaat. Hij werd verkozen tot senator voor het arrondissement Brussel, van 1892 tot 1894 en van 1897 tot 1900. In 1918 werd hij benoemd tot minister van Staat. Hij was doctor honoris causa van de ULB (1898) en van de Universiteit van Genève (1909).
Hij was goed bevriend met François Hoebeke, stichter van Top Bronnen en zo werd dit bedrijf het eerste dat water en limonade met bubbels in België introduceerde.
Het Solvayconcern is tot heden een groot chemieconcern, dat wordt genoteerd op Euronext Brussel en is opgenomen in de Bel20-beursindex.

## Publicaties
- Du rôle de l'électricité dans les phénomènes de la vie animale, Brussel, 1894.
- Pensées et maximes glanées par Alexandre Solvay et publiées par Ernest Solvay, Brussel, 1900.
- Questions d'énergétique sociale. Notes et publications de M. Ernest Solvay, Brussel, 1910.